# 佐藤大
佐藤 大（さとう だい、1969年 - ）は、日本の男性脚本家、音楽家。埼玉県出身。

## 来歴
深夜ラジオのハガキ職人だったころに放送作家への憧れを抱いたのが物書きとしての原点と語る。東放学園に在学していた19歳の時に、特別講師として同校を訪れた秋元康と知り合い、彼が主宰するソールド・アウトと契約。放送作家を経て、沢田研二の「この僕が消える時」で念願だった作詞家としてデビューする。その後も近藤真彦や『ドラゴンボールZ』劇場版主題歌を手掛けるなど、すぐに作詞家として成功。21歳頃にソールド・アウトから離れる。作詞家として得た報酬で海外を遊び回るうちにイギリスでクラブカルチャーと出会い、多大なる刺激を受ける。
1992年、クラブ文化とゲーム文化を結びつけたイベント「東京ゲーマーズナイトグルーヴ」（TGNG）をオーガナイズ。マンガ、アニメ、ゲームなどのいわゆるオタク的文化とクラブシーンとの二つのサブカルチャーの架け橋的な活動を行った。イベントを訪れた田尻智（のちに『ポケットモンスター』を開発）との出会いをきっかけに、一時期ゲームフリークに在籍、ゲームソフト『パルスマン』の広告宣伝に携わる。砂原良徳と組んだテクノユニット「ステレオタイプ」では、方法論としてテクノを中心に据えているが、それだけにとらわれない小林亜星、影山ヒロノブなど様々なジャンルのクリエイターとのコラボレーションを目的としていた。『パルスマン』のアレンジアルバムも同ユニット名義でリリースされた。
1993年、渡辺健吾（KEN=GO→）と共にテクノレーベル「フロッグマンレコーズ」設立。のちに佐藤が在籍する企画会社「フロッグネーション」は同レーベルから発展する形で設立された。2007年8月をもってフロッグネーションを退任し、脚本制作会社「ストーリーライダーズ」を立ち上げる。
1997年、『永久家族』でアニメ脚本家デビュー。その後『カウボーイビバップ』、『攻殻機動隊 STAND ALONE COMPLEX』などの脚本を経て、2005年の『交響詩篇エウレカセブン』にて初めてシリーズ構成を手掛ける。同作はもともとオリジナルのロボットゲームとして企画が立ち上がり、それが膨らみアニメ作品となったが、佐藤はそのゲーム企画の時点からシナリオライターとして関わっていた。翌年、同作にて東京アニメアワード2006脚本賞を受賞。2013年のテレビドラマ『ノーコン・キッド 〜ぼくらのゲーム史〜』では原案・シリーズ構成を手掛ける。2023年には田尻が開発した『ポケットモンスター』を原作とした新作テレビアニメでシリーズ構成を担当する。

## その他
2007年11月より、自身がナビゲーターを務めるpodcast番組『FLOOR net podcast 佐藤大のプラマイゼロ』が不定期配信され、彼の価値観を知ることの出来る貴重なメディアとなっている。

## 参加作品

### アニメーション
1995年
- マクロスプラス（挿入歌作詞）

1997年
- 永久家族（脚本）

1998年
- カウボーイビバップ（舞台設定、脚本）

2000年
- AMON デビルマン黙示録（脚本協力）

2002年
- 攻殻機動隊 STAND ALONE COMPLEX（脚本）

2003年
- WOLF'S RAIN（脚本）

2004年
- 攻殻機動隊 S.A.C. 2nd GIG（脚本）
- サムライチャンプルー（脚本）
- 絢爛舞踏祭 ザ・マーズ・デイブレイク（脚本）

2005年
- 交響詩篇エウレカセブン（シリーズ構成、脚本）

2006年
- Ergo Proxy（チーフライター、脚本）
- FREEDOM（シリーズ構成、脚本）

2007年
- 地球へ…（脚本）
- マクロスF（挿入歌作詞）

2008年
- バトルスピリッツ 少年突破バシン（シリーズ構成、脚本）

2009年
- 東のエデン（脚本）

2010年
- Halo Legends（脚本）

2011年
- 鉄拳 BLOOD VENGEANCE（脚本）
- ノラゲキ!（脚本）

2012年
- LUPIN the Third -峰不二子という女-（脚本）
- 超速変形ジャイロゼッター（シリーズ構成、脚本）

2014年
- スペース☆ダンディ（脚本）
- 風雲維新ダイ☆ショーグン（シリーズ構成、脚本）
- 怪盗ジョーカー（シリーズ構成、脚本）

2015年
- 怪盗ジョーカー シーズン2（シリーズ構成、脚本）
- 超機動街区 KASHIWA-NO-HA（脚本）

2016年
- 怪盗ジョーカー シーズン3（シリーズ構成、脚本）
- パズドラクロス（シリーズ構成、脚本）
- 怪盗ジョーカー シーズン4（シリーズ構成、脚本）

2017年
- ドラえもん（脚本）
- 交響詩篇エウレカセブン ハイエボリューション1（脚本）

2018年
- ANEMONE/交響詩篇エウレカセブン ハイエボリューション（脚本）

2020年
- オルタード・カーボン：リスリーブド（脚本）
- LISTENERS リスナーズ（ストーリー原案、シリーズ構成、脚本）
- 攻殻機動隊 SAC_2045（脚本）

2021年
- サイダーのように言葉が湧き上がる（脚本）
- スーパー・クルックス（シリーズ構成）
- さよなら、ティラノ（脚本）

2022年
- 映画ドラえもん のび太の宇宙小戦争 2021（脚本）
- ユーレイデコ（シリーズ構成、脚本）
- ぼくらのよあけ（脚本）

2023年
- ポケットモンスター（シリーズ構成、脚本）

2024年
- 映画ドラえもん のび太の地球交響楽（脚本協力）
- T・Pぼん（脚本）

2025年
- LAZARUS ラザロ（脚本）

### ゲーム
1999年
- エースコンバット3 エレクトロスフィア（舞台設定、脚本）

2004年
- 攻殻機動隊 STAND ALONE COMPLEX（脚本）

2005年
- エウレカセブン TR1:NEW WAVE（シリーズ構成）

2006年
- エウレカセブン NEW VISION（シリーズ構成）

2010年
- スカーレッドライダーゼクス（シリーズ構成）

2012年
- バイオハザード リベレーションズ（脚本）
- エクストルーパーズ（脚本）

2015年
- バイオハザード リベレーションズ2（脚本）

2021年
- モンスターハンターストーリーズ2 〜破滅の翼〜（脚本）

### 漫画
2005年
- エウレカセブン グラヴィティボーイズ&リフティングガール（シリーズ構成）

2006年
- ライオン丸G（シリーズ構成）

2008年
- 柚子ペパーミント（原作）

2015年
- バイオハザード〜ヘヴンリーアイランド〜（脚本）

### 小説
2001年
- カウボーイビバップ コード・メモリー（著）

2007年
- 脳Rギュル ふかふかヘッドと少女ギゴク（構成）夢野久作の短篇「人間レコード」の佐藤大による跳訳作品。ISBN 9784094510164。
- 続々・殺戮のジャンゴ害伝 地獄のビッチハイカー（ストーリーライダーズとの共著）

2008年
- 脳Rギュル ショートツ心臓とヤネ裏のタマゴ（構成）
- 脳Rギュル ソラと耳にルルとパラソルに囁くカゲ（構成）

### 共著
2012年
- 団地団 ～ベランダから見渡す映画論～ ※大山顕・速水健朗との共著

### 実写映画
2004年
- CASSHERN（脚本）

2020年
- ＃ハンド全力（脚本）

### 出演番組
- FLOORnet podcast 佐藤大のプラマイゼロ（2007年 - ）

### 連載
- FLOORnet 佐藤大のプラマイゼロ（2006年 - ）

### 舞台
- 山田花子芸能生活20周年記念公演『海は青〜seeblue〜』（2008年）

### テレビドラマ
- ライオン丸G（2006年） 企画協力
- ノーコン・キッド 〜ぼくらのゲーム史〜（2013年） 原案・脚本
- 闇の伴走者（2015年） 脚本
- 天才てれびくんhello,（2020年） シリーズ構成・世界観設定